# VinFast
VinFast — вьетнамская автомобилестроительная компания, первый независимый автопроизводитель во Вьетнаме. Компания была основана в 2017 году, ее головной офис находится в Ханое, завод находится в Хайфоне. Основатель Фам Нят Выонг — первый долларовый миллиардер из Вьетнама, который получил образование в Москве (Российский государственный геологоразведочный университет, РГГРУ (MGRI-RSGPU)) и заработал первый капитал на Украине на производстве лапши быстрого приготовления, а после занялся недвижимостью. Дизайн и конструкцию новых моделей в качестве подрядчика разрабатывало ателье Pininfarina.
В сентябре 2018 года на Парижском автосалоне были представлены первые прототипы автомобилей новой марки, а весной 2019-го они начали продаваться во Вьетнаме.
В этом же году компания заявила о планах по выходу на глобальный рынок. Автопроизводитель планировал начать поставки своей продукции в США, Канаду и континентальную Европу. В список экспортных рынков должна войти и Россия.
В основе моделей Vinfast лежат лицензионные технологии: седан Vinfast Lux A2.0 опирается на шасси BMW 5-series поколения F10 (2010—2017), а кроссовер Vinfast Lux SA2.0 — на базу BMW X5 (F15) (2013—2018).
Кроме них, только во Вьетнаме, компания продает небольшой хетчбэк Vinfast Fadil, ранее выпускавшийся под марками Chevrolet Spark и Opel Karl. Права на производство этой «пятидверки» были приобретены у General Motors в 2019 году.

## История
Компания была основана в 2017 году компанией Vingroup. Компания разработала свои модели с помощью Pininfarina, BMW и Magna Steyr и приняла участие в Парижском автосалоне 2018 года. VinFast заявляет, что станет первым массовым автопроизводителем во Вьетнаме, а также первым вьетнамским автопроизводителем, принявшим участие в крупном международном автосалоне.
VinFast начал строительство в сентябре 2017 года на территории промышленного парка площадью 3,35 км², расположенного на острове Катхай рядом с городом Хайфон. Завод с покрасочным цехом, прессовым цехом, сборочным цехом и цехом двигателей был построен всего за 21 месяц. Инвестиции составляют 1,5 миллиарда долларов США в рамках первого этапа программы по производству автомобилей и электрических мотоциклов на зеленом поляне завода. Компания утверждает, что собрала таланты из нескольких крупных компаний и находит партнеров по дизайну, инжинирингу и технологиям производства в Европе. Первые две модели, представленные на автосалоне в Париже в осенью 2018 года, это LUX SA2.0 и LUX A2.0, разработанные Pininfarina.
Кроме того, General Motors недавно[когда?] объявила о партнерстве между Chevrolet и VinFast. VinFast получит эксклюзивные права на распространение автомобилей Chevrolet во Вьетнаме и станет владельцем существующего завода General Motors (GM Korea) в Ханое (VIDAMCO). Этот завод будет производить «полностью новый глобальный малолитражный автомобиль» по лицензии GM под маркой VinFast.
VinFast подписала два контракта с Siemens Vietnam, подразделением компании Siemens AG, на поставку технологий и компонентов для производства электробусов в странах Юго-Восточная Азия в августе 2018 года. 21 марта 2019 года VinFast отправила первую партию из 155 автомобилей VinFast Lux, из которых 113 являются готовыми автомобилями, а 42 — полуфабрикатами, за рубеж в Европу, Азию, Австралию и Африку для проведения полевых испытаний и получения 5-звездочного рейтинга ASEAN NCAP.
VinFast должна была быть главным спонсором первого издания Гран-при Вьетнама по Формуле-1, которое должно было состояться во время сезона 2020. Однако гонка была позже отменена из-за пандемии COVID-19.
В первом квартале 2020 года VinFast заняла пятое место среди самых продаваемых марок автомобилей во Вьетнаме.
25 февраля 2020 года сообщалось, что автомобили VinFast были замечены в Южной Африке во время проведения полевых испытаний в Какамасе в Северо-Капской провинции и в Кейптауне. 20 июля 2020 года компания начала производство вентиляторов на основе открытой информации, предоставленной Массачусетским технологическим институтом (MIT), для пациентов, испытывающих затруднения с дыханием из-за COVID-19. Сообщалось также о пожертвованиях, сделанных в Сингапур, Россию и Украину.
10 сентября 2020 года VinFast объявила о потере 6,6 триллиона вьетнамских донгов ($284 миллиона) за первое полугодие года.
В декабре 2020 года VinFast выпустила предварительные изображения пикапа, который находится в разработке, всего несколько недель после приобретения испытательного центра Lang Lang. Кроме того, разрабатываются другие транспортные средства, включая трехдверный хетчбэк, два различных купе-типа внедорожника, небольшой внедорожник, четырехдверное купе, несколько автомобилей для перевозки пассажиров и электроскутеры Согласно данным Управления интеллектуальной собственности Вьетнама, патенты на эти автомобили истекут 14 января 2024 года.
По информации Reuters от 30 апреля 2021 года, не названные источники утверждают, что VinFast планирует привлечь финансирование на основе SPAC (специальная целевая акционерная компания) в Соединенных Штатах. Генеральный директор VinFast не смог подтвердить или опровергнуть эти планы. 28 мая 2021 года сообщалось, что IPO компании будет задержано из-за проверки SPAC.
27 июля 2021 года материнская компания Vingroup объявила, что на должность генерального директора VinFast Global назначен Михаэль Лошеллер, генеральный директор компании Opel. Пять месяцев спустя, 27 декабря 2021 года, было объявлено об отставке Лошеллера с этой должности.
30 сентября 2021 года VinFast сообщила, что для своих электромобилей будет использоваться программное обеспечение Cerence в качестве голосового помощника[значимость факта?].
25 декабря 2021 года VinFast доставила первую партию из 100 электрических кроссоверов VF e34 вьетнамским клиентам на производственном комплексе VinFast в Хайфоне. VF e34 является первой моделью электромобиля VinFast и первым электромобилем, производимым и продаваемым во Вьетнаме.
6 января 2022 года появилась информация о том, что VinFast планирует строить новые заводы по производству электромобилей в Германии и Соединенных Штатах в рамках планов компании по прекращению производства автомобилей с двигателями внутреннего сгорания и полному переходу на электромобили к концу 2022 года.
29 марта 2022 года VinFast объявила, что разместит свой первый автозавод в Северной Америке в округе Чатем в Северной Каролине, США.

### Переезд головного офиса в Сингапур
7 апреля 2022 года VinFast объявила о планах провести первичное публичное размещение акций (IPO) через холдинговую компанию, зарегистрированную в Сингапуре, перед американскими регуляторами ценных бумаг во второй половине года, как вариант финансирования своего расширения.
24 мая 2022 года VinFast объявила о переезде своего головного офиса в Сингапур, отметив, что «Мы считаем, что Сингапур — это юрисдикция, которая внушает инвесторам больше доверия.» Сингапур станет юридическим и финансовым центром компании, в то время как Вьетнам останется ее операционным центром. Сообщается, что планы проведения IPO в США были отложены на 2023 год.

### Операции за рубежом
31 июля 2018 года была создана компания VinFast GmbH во Франкфурте, Германия. В феврале 2020 года VinFast начала набор инженеров, ранее работавших в Holden в Порт-Мельбурне, что сделало Австралию второй зарубежной страной, где открыт филиал после переезда компании в декабре 2019 года. Филиал, известный как VinFast Engineering Australia, работает с бывшими сотрудниками Ford, Holden и Toyota и был открыт 12 июня 2020 года. 6 мая 2021 года было объявлено, что офис в Порт-Мельбурне временно закрывается из-за пандемии COVID-19. Тестовая трасса Lang Lang не затронута закрытием.
29 марта 2022 года Vinfast объявила о плане производства аккумуляторов, автомобилей и автобусов в Северной Каролине. Автопроизводитель создаст 7 500 рабочих мест.

### Планы по экспорту
В апреле 2019 года VinFast сообщила, что Lux SA2.0 и Sedan Lux A2.0 стали первыми двумя моделями, представленными в России в конце 2018 года.
В декабре 2019 года было объявлено, что VinFast планирует выйти на рынок электромобилей в Соединенных Штатах к 2021 году. В декабре 2020 года VinFast сообщила о планах продажи своих автомобилей в Австралии, дату не указали. 22 января 2021 года VinFast представила три окончательные модели их электрических кроссоверов VF31, VF32, VF33, предназначенных для рынков США, Канады, Германии, Франции и Нидерландов. При этом модели VF32 и VF33 доступны как в бензиновом, так и в электрическом варианте. Говорится, что эти автомобили соответствуют 5-звездочной оценке по стандартам NHTSA, Euro NCAP и ASEAN NCAP, а также оснащены возможностями самоуправления благодаря набору электронных систем помощи водителю. В июле 2021 года VinFast назначила Майкла Лошеллера, бывшего топ-менеджера Volkswagen America и CEO Opel, руководителем своих зарубежных операций. Модель VF31 позже была переименована в VF e34 и должна была появиться в Европе в ноябре 2021 года.
Vinfast объявила о планах открыть два салона VinFast в Калифорнии, один из которых в Санта-Монике 24 мая 2022 года. 16 ноября 2022 года в Торонто в торговом центре Yorkdale был открыт первый салон VinFast.

## Автомобили
- VinFast LUX A 2.0 — седан, основанный на F10 BMW 5 Series.
- VinFast LUX SA 2.0 — кроссовер, основанный на F15 BMW X5.
  - VinFast President — премиальная версия LUX SA 2.0 с двигателем V8
- VinFast Fadil — сити-кар произведённый по лицензии General Motors, основан на Opel Karl.

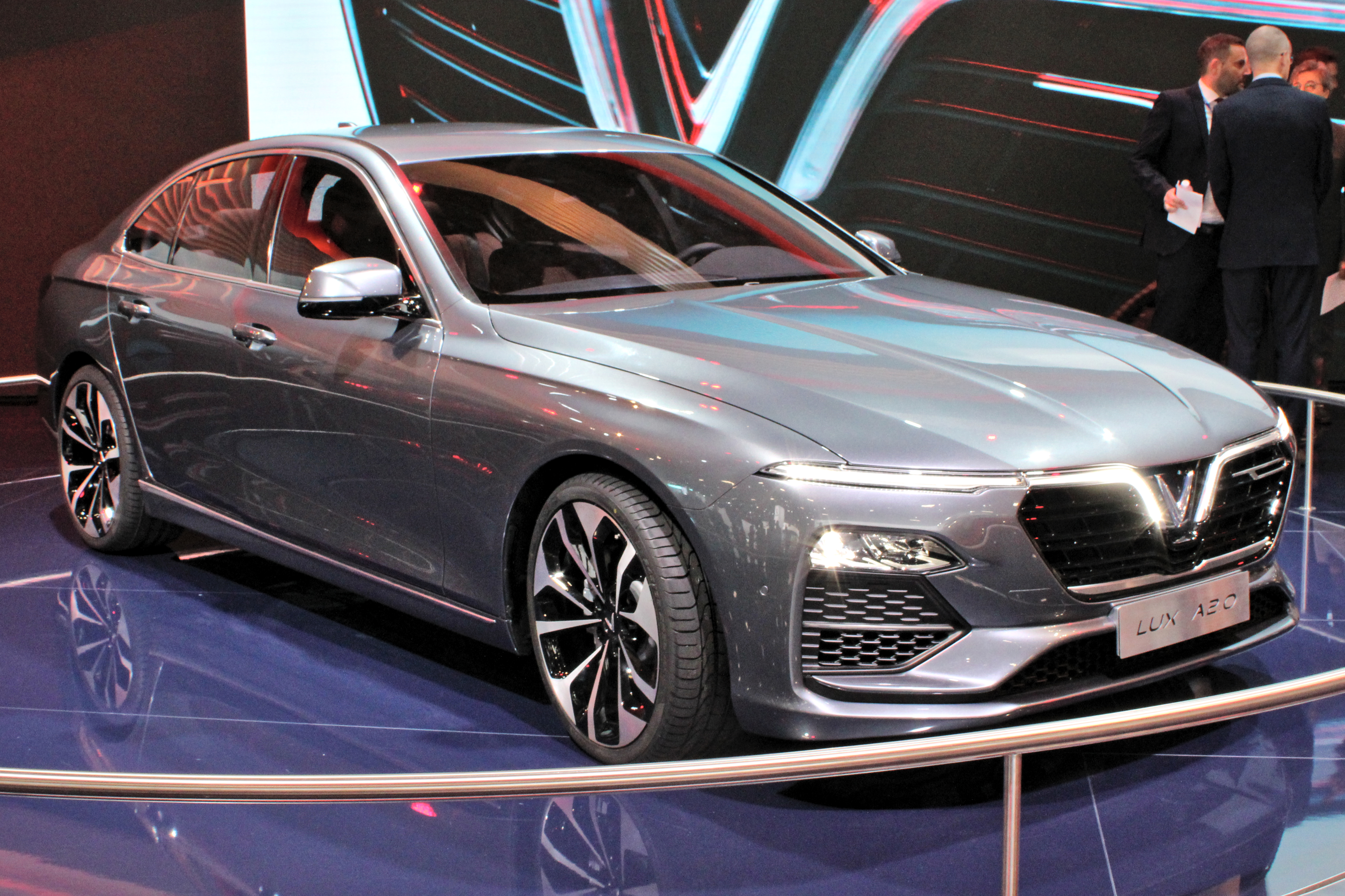
Vinfast Lux A 2.0
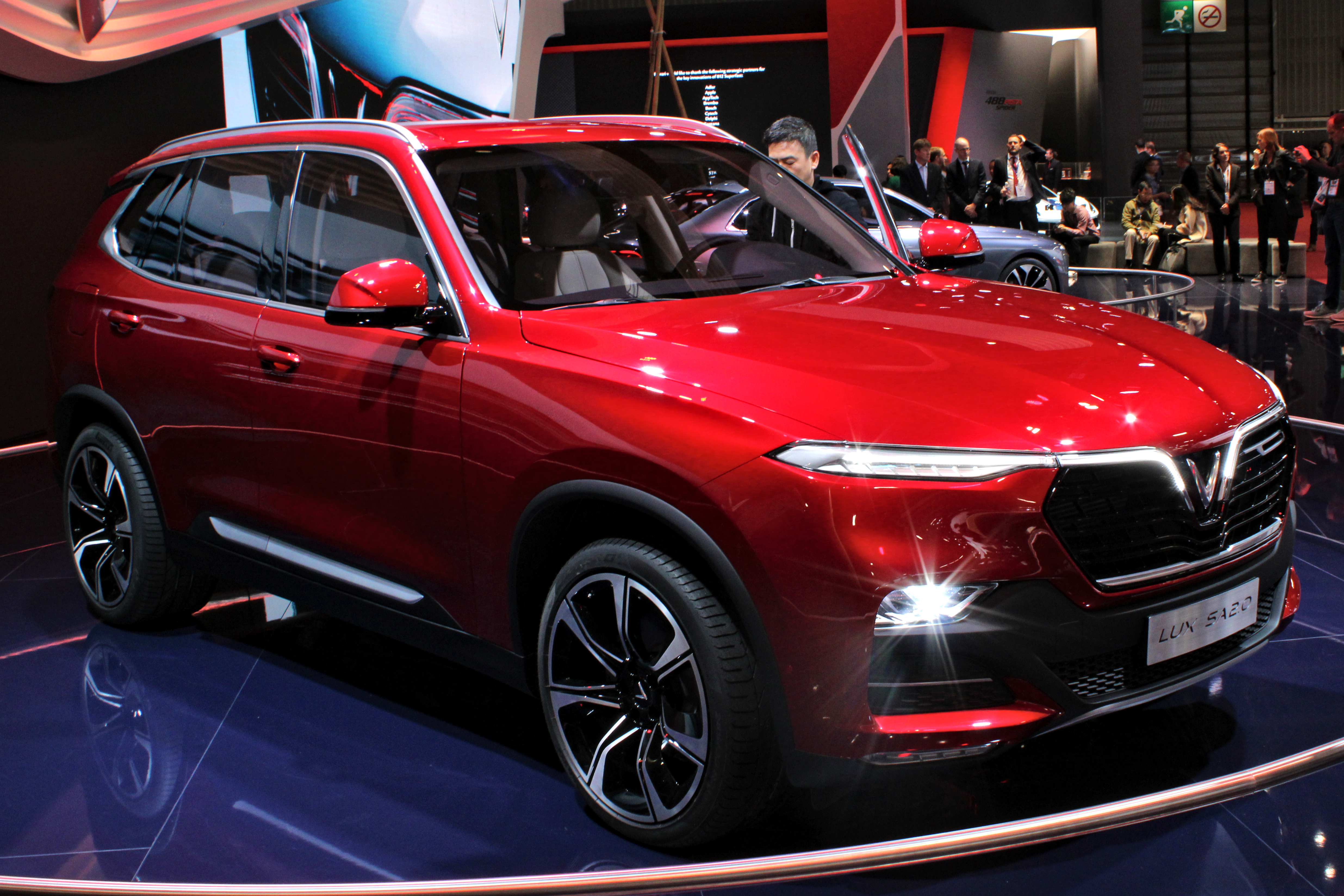
Vinfast Lux SA 2.0
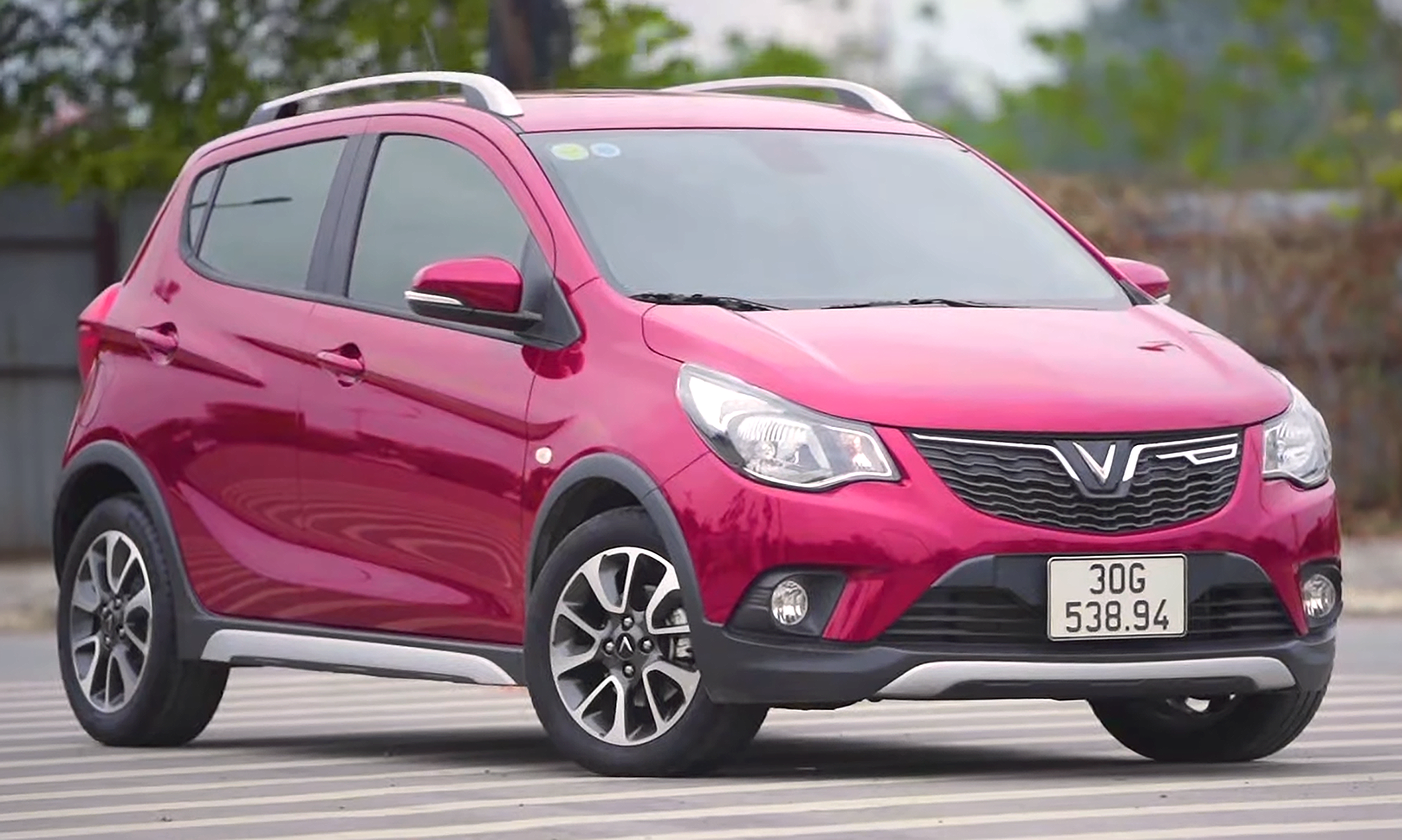
VinFast Fadil вид спереди
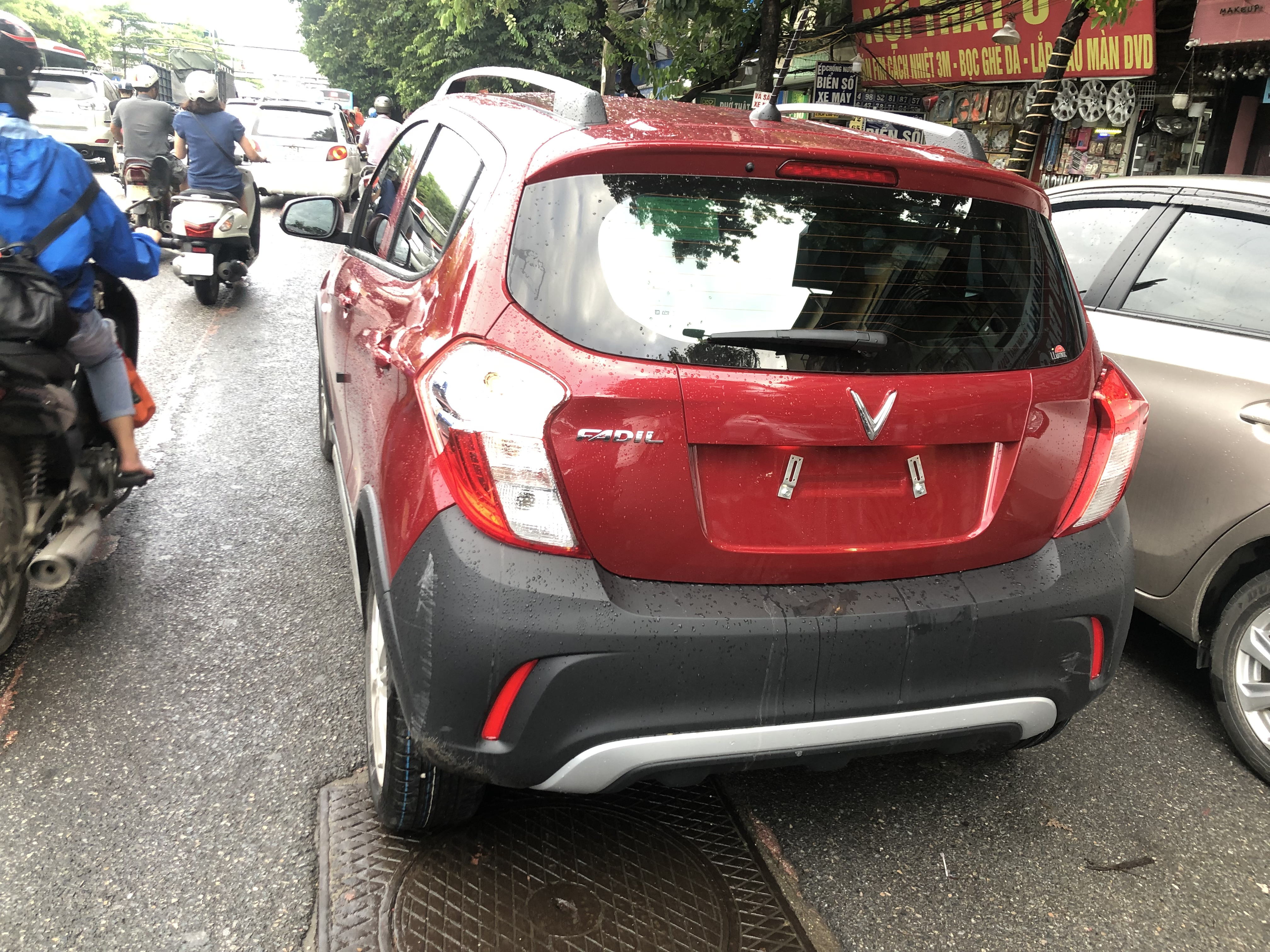
VinFast Fadil вид сзади

### Электромобили
- VinFast VF e34 — внедорожник C-сегмента (компактный) исключительно для рынка Вьетнама. Первый электромобиль компании. Поставки начались в декабре 2021 года.
- VinFast VF 3 — компактный мини-автомобиль, предназначенный для рынка Вьетнама. Двухдверный автомобиль на пять мест. Ожидается, что поставки начнутся в конце 2024 года.
- VinFast VF 5 — внедорожник A-сегмента (городской автомобиль) для рынка Вьетнама. Поставки начались в 2023 году.
- VinFast VF 6 — внедорожник B-сегмента (субкомпактный) для мирового рынка. Ожидается, что поставки начнутся в 2023 году.
- VinFast VF 7 — внедорожник C-сегмента (компактный) для мирового рынка. Ожидается, что поставки начнутся в 2023 году.
- VinFast VF 8 (ранее известный как VF32 и VF e35) — внедорожник D-сегмента (среднего размера) для мирового рынка. Поставки начались в 2023 году. Он получил в 2023 году 4 звёзды рейтинга Euro NCAP.
- VinFast VF 9 (ранее известный как VF33 и VF e36) — внедорожник E-сегмента (полноразмерный) для мирового рынка. Поставки начались в 2023 году.

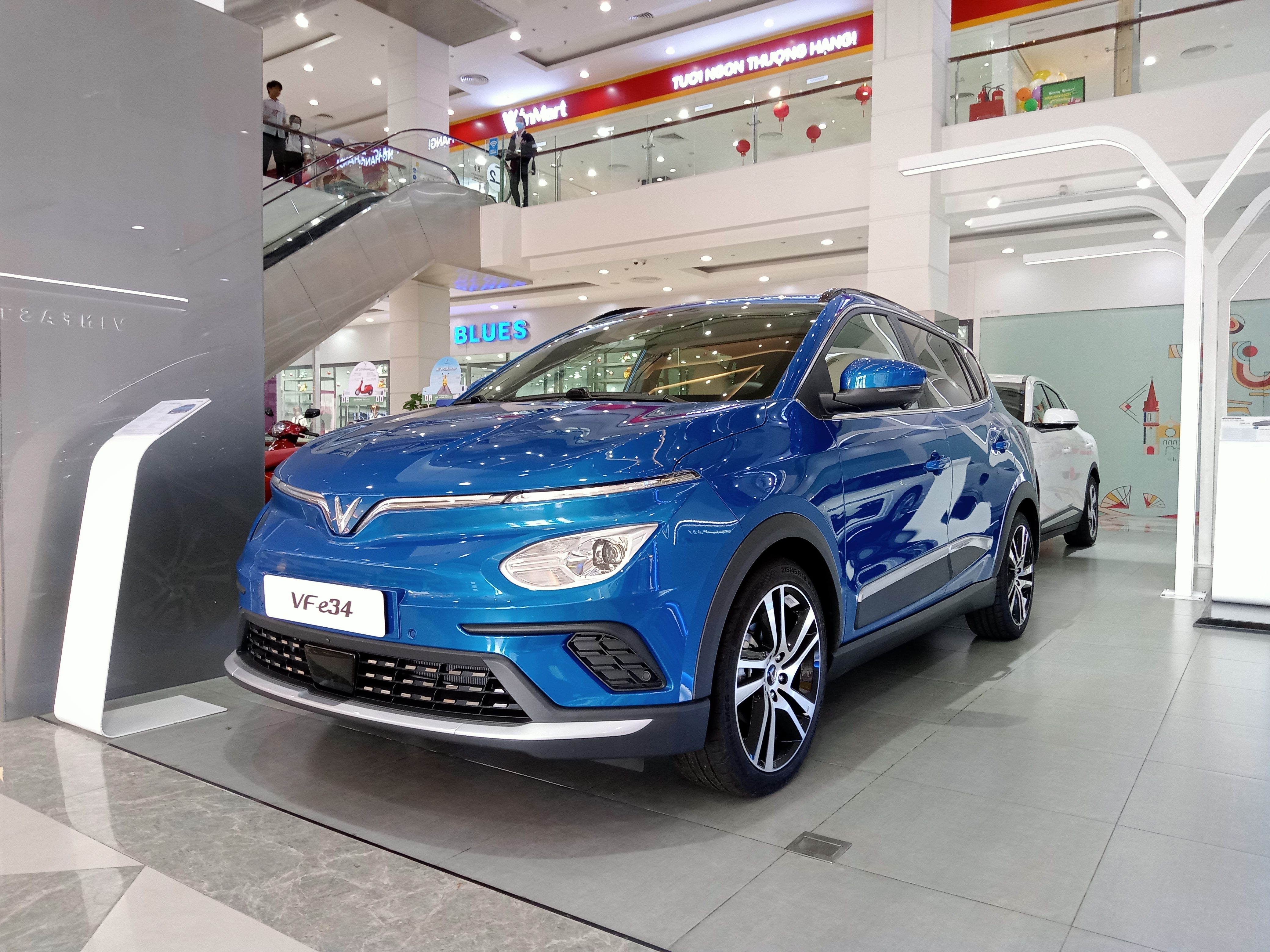
Vinfast VF e34
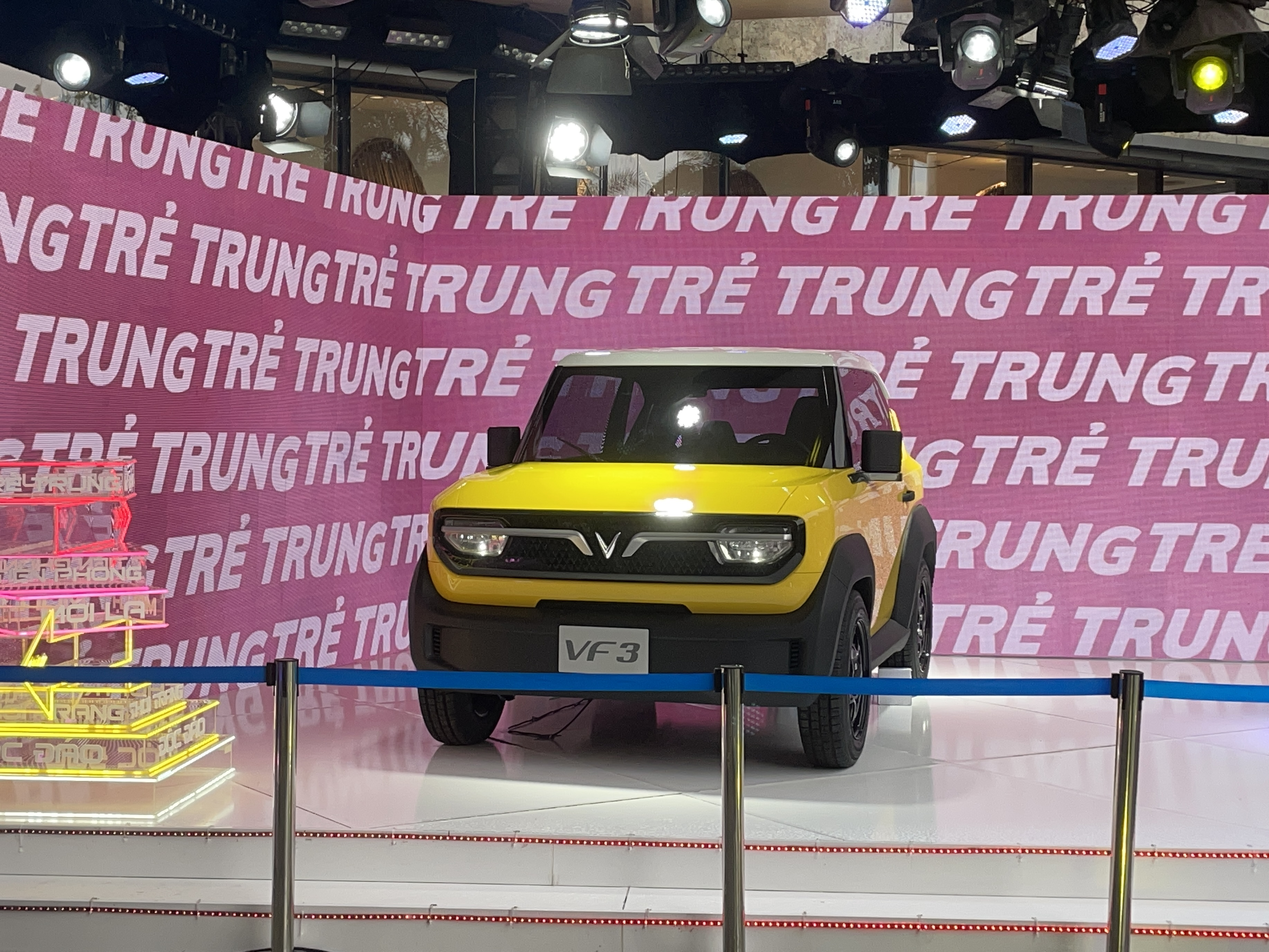
Vinfast VF 3
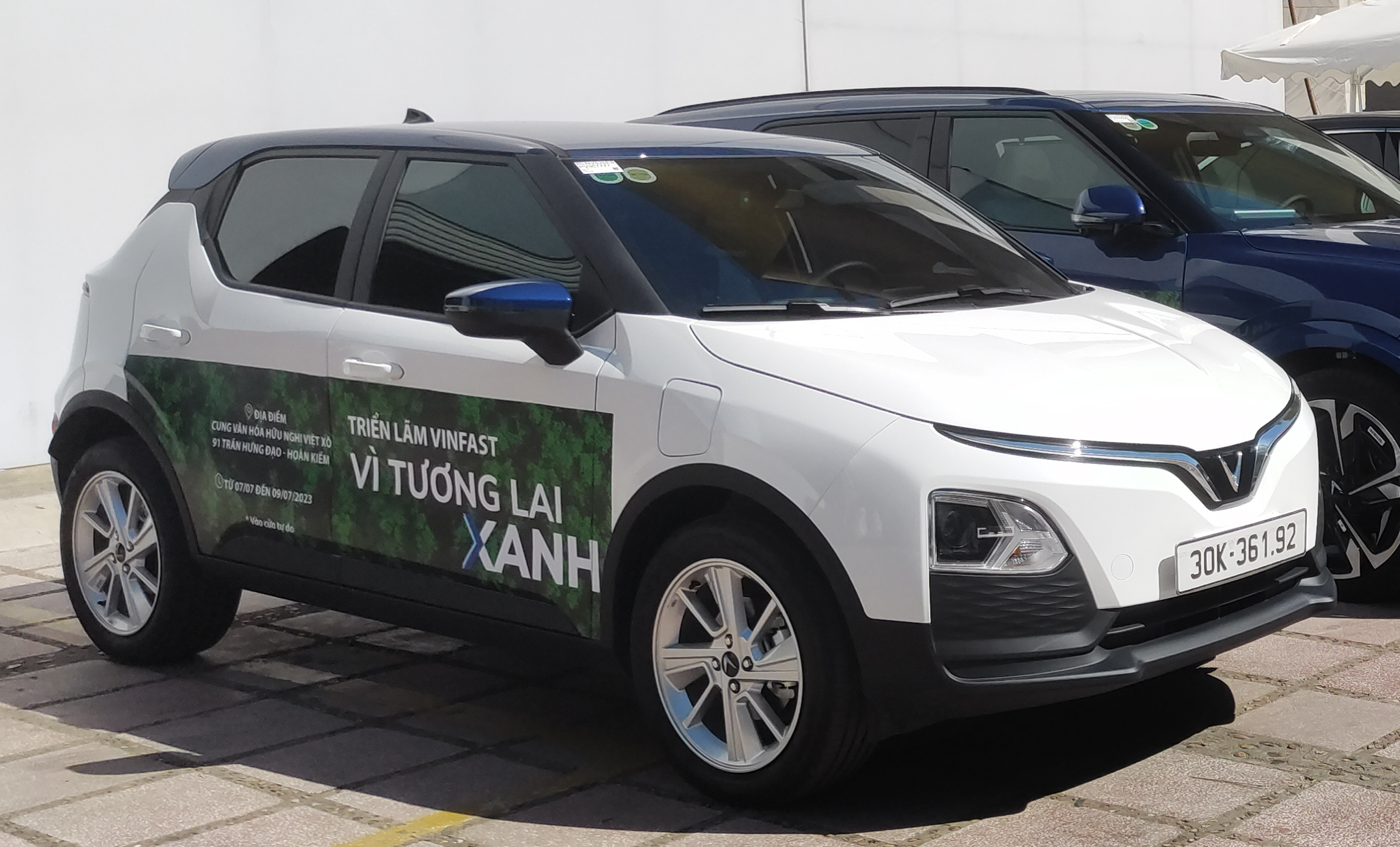
Vinfast VF 5
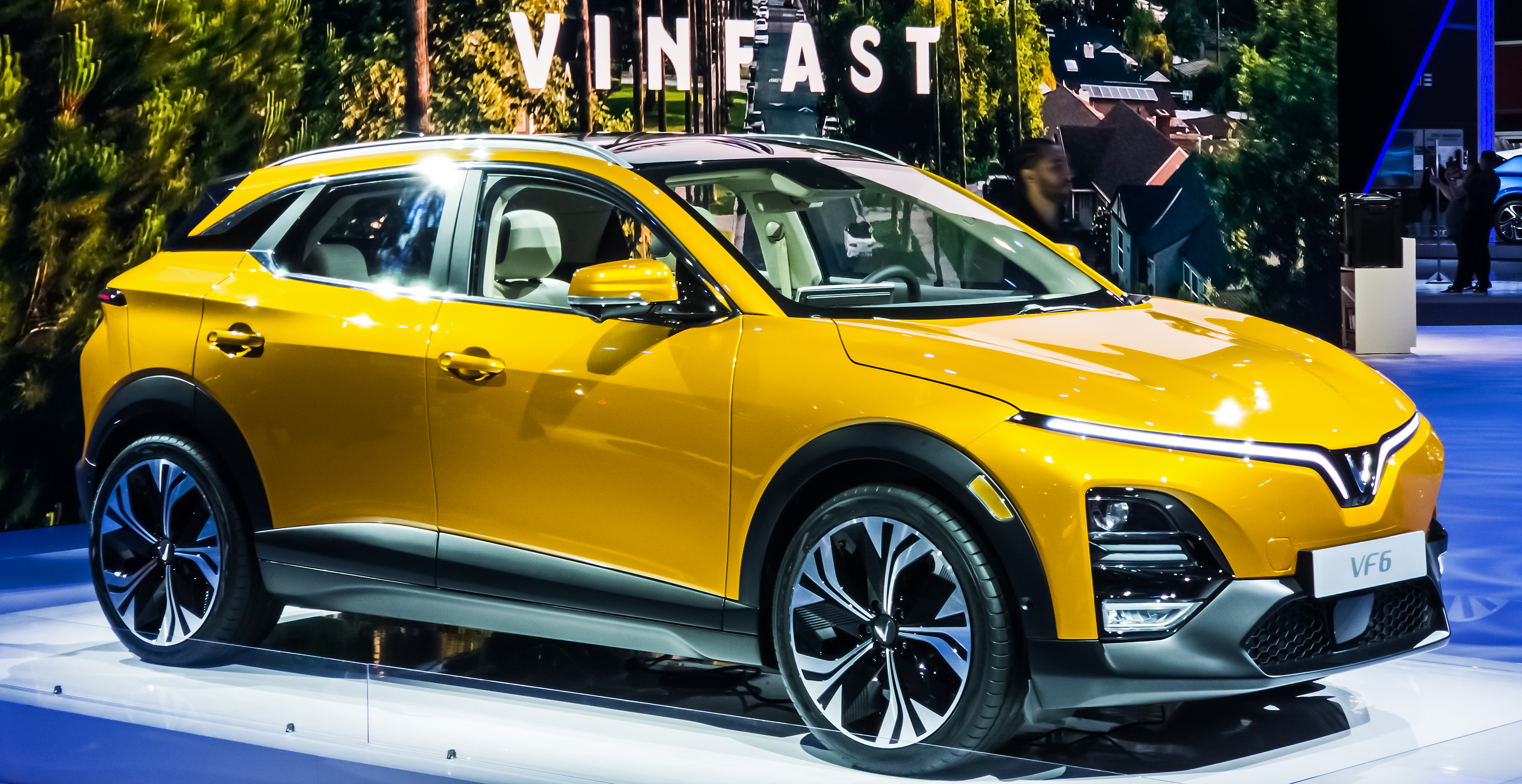
VinFast VF 6
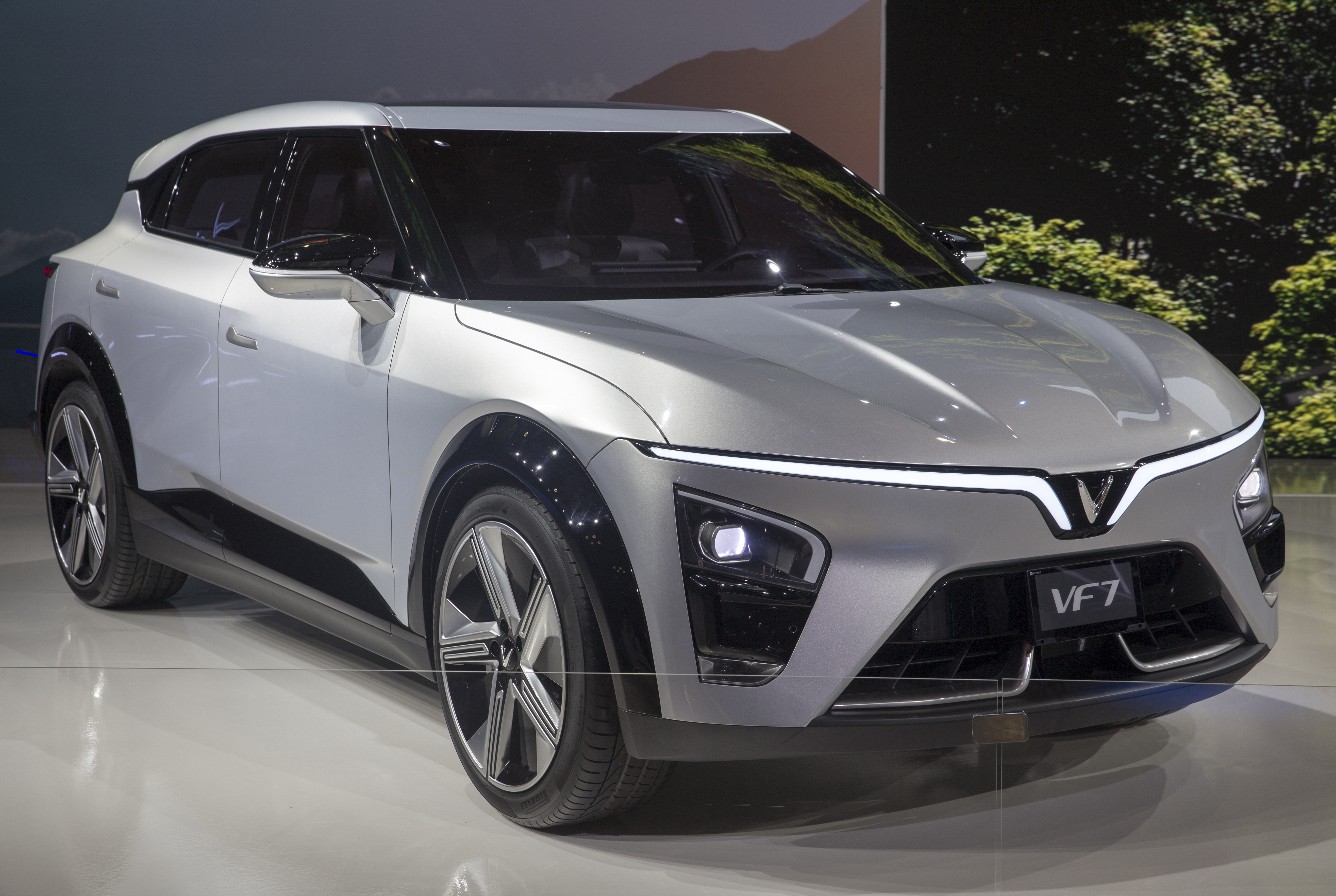
VinFast VF 7
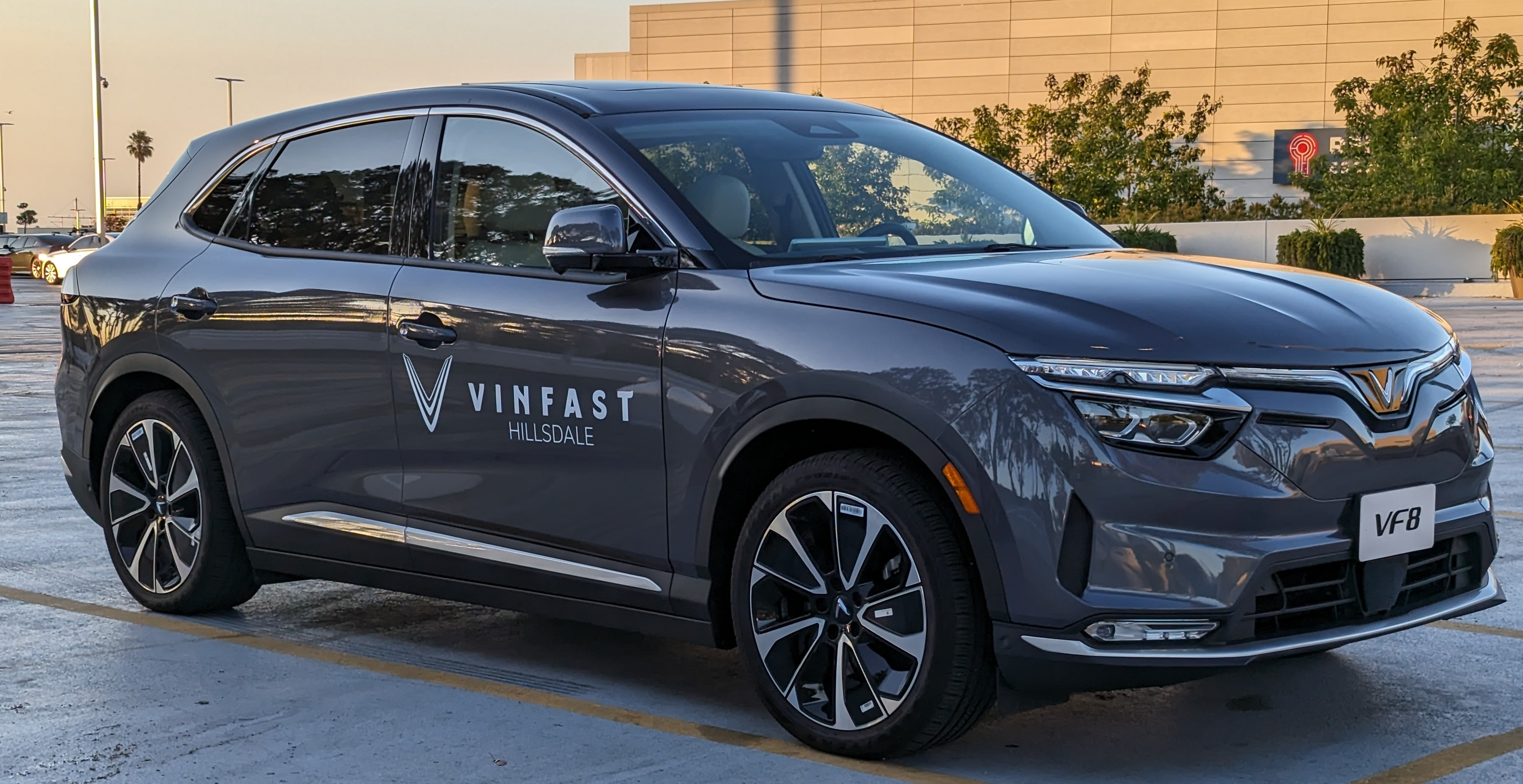
VinFast VF 8
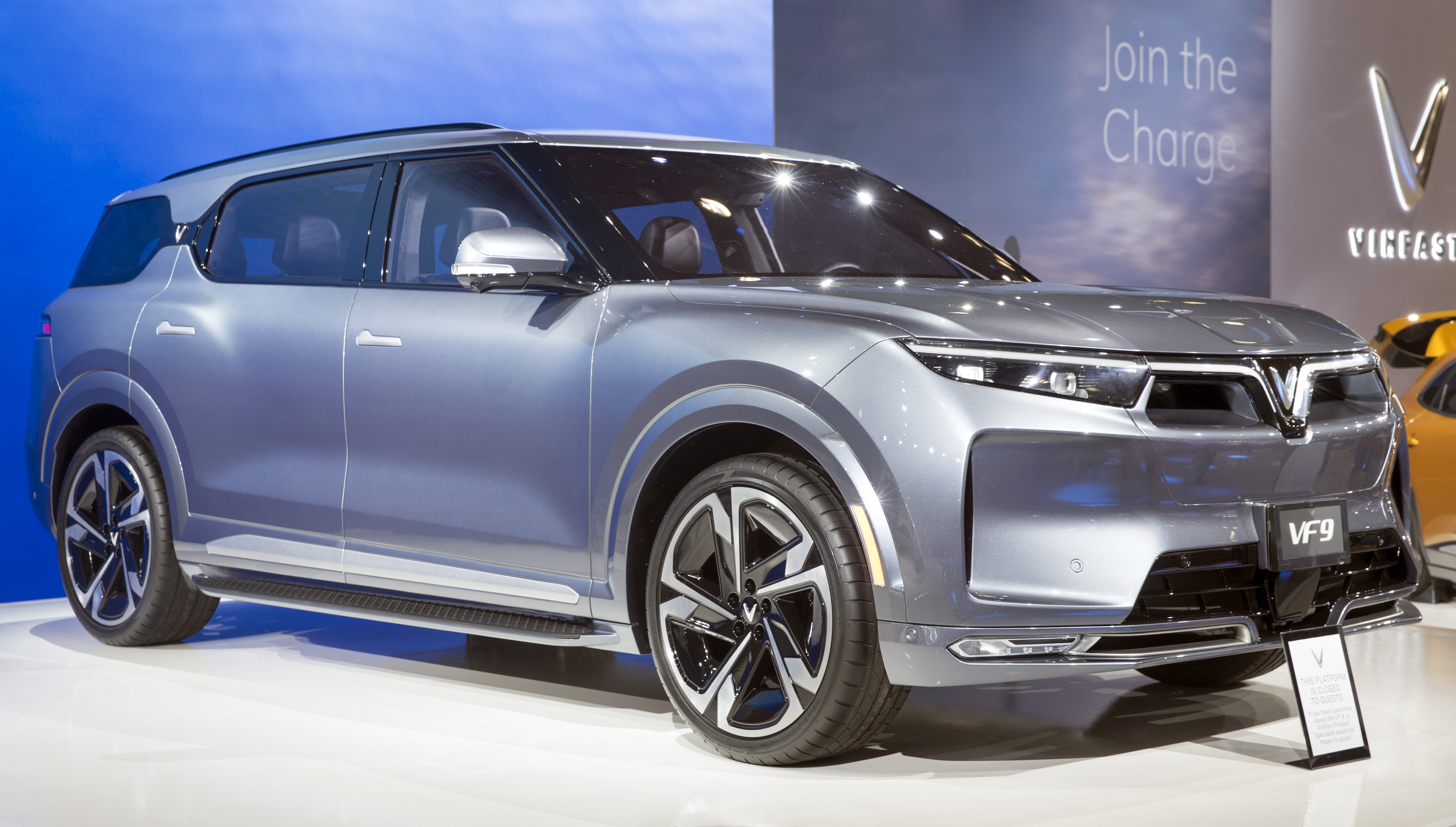
VinFast VF 9